# 阿須運動公園
阿須運動公園（あずうんどうこうえん）は、埼玉県飯能市阿須に位置する飯能市が設置する都市公園（運動公園）である。この公園には、ムーミンをモチーフにした トーベ・ヤンソンあけぼの子どもの森公園が隣接している。

## 概要
阿須運動公園は飯能市民体育館、飯能市民球場、彩の国まごころ国体や彩夏到来08埼玉総体の会場となったホッケー場など、飯能市における体育施設はほぼこの公園に集中して設置されている。また、テニスコートでは毎年日高市と飯能市の中体連主催のソフトテニスの新人大会が開催されている。トーベ・ヤンソンあけぼの子どもの森公園は、運動公園に隣接する加治丘陵に1997年（平成9年）7月1日に国から「平成記念子どものもり公園」の指定を受けて開園した。

## 施設
- 阿須運動公園
  - 市民体育館
  - 野球場1面（飯能市民球場）
  - サッカー場1面
  - ソフトボール場2面
  - テニスコート（クレー）8面
  - ホッケー場
  - ちびっこ広場
  - 古代広場
  - 自由広場
  - 噴水
  - じゃぶじゃぶ流れ

## 交通
- 西武池袋線元加治駅より徒歩15分

## 周辺・関連項目
- 駿河台大学
- 埼玉県道195号富岡入間線